# 川戸貞吉
川戸 貞吉（かわど さだきち、1938年1月20日 - 2019年3月11日）は、演芸評論家。代表的な名跡は都家西北。
アナウンサー・ジャーナリストの川戸恵子は妻である。

## 経歴・人物
神奈川県横浜市出身。早稲田大学卒業。大学で落語研究会に入会し、のちに7代目立川談志となる柳家小ゑん、三遊亭全生、林家照蔵、のちに3代目古今亭志ん朝となる古今亭朝太、など同世代の若手と知り合って落語に没頭し、8代目桂文楽に目をかけられたのをきっかけに落語の録音、文献のコレクターとしても知られるようになる。
1961年4月にTBSへアナウンサー7期生として入社し、1993年3月に退社。同期入社にはアナウンサーの田淵威、恒田光男、新村尚久、平山允、藤林英雄、内田房子、小木曽ひろ子、坂元良江、島倉恭子、野中泰子、原田淑枝、結城田鶴子、若本ミチ子がいる。
アナウンサー職で入社後の1963年11月に報道局ニュース部に所属して1965年7月29日に発生したライフル乱射事件現場リポートや芸能番組等を担当し、1965年12月にテレビ編成局第一演出部へ異動してディレクター、プロデューサーに転身し、多数の落語番組を制作した。1974年10月にラジオ本部ラジオ局制作部、1980年6月にラジオ局編成部、1983年3月にラジオ局第二制作部、1988年1月にラジオ局社会情報部、でそれぞれ務め、1989年10月にラジオ総局ラジオ編成局編成業務部で演芸番組や、ラジオドラマなどを演出して制作し、演芸番組で自身が出演して番組内で解説したこともある。1990年5月に経理局財務部、1993年3月に退社した。
その後は演芸評論家として活動する。
1968年から、第五次落語研究会を企画。落語評論の「現代落語家論」シリーズで、落語家との対談形式で別の落語家を論じる手法を編み出した。学生の頃から集めはじめた落語の高座の録音テープの収集は日本有数とされ、TBSラジオの番組『早起き名人会』で放送され、『席亭 立川談志の「ゆめの寄席」』などCD化がされている。
「貞やんを（落語界で）知らぬ者はいない。知らない奴は馬鹿かモグリだ」と立川談志から評されるが、相手側の事実誤認に基づくトラブルもある。2002年に、落語協会機関誌「落語の友」で春風亭小朝が書いた文章に「匿名にこそしてあるが事実上自分を名指しにしている。そして事実と違う。引き合いに出された故人（噺家）にも失礼。紙に書いたことは後世に残る」と激怒した。猛抗議の末に該当号を回収して改定のうえで次号にも大きく訂正記事を掲載させた。「事実を確かめもせずに」と怒りは抑えられずに著書「落語大百科第5巻」のあとがきで触れている。楽屋での噂話を該当人物が存命中でも確認せずに書くことは、川戸自身も行っているため、自身が目をかけていた小朝に裏切られたという私怨による抗議と解釈されている。その後、協会公式の機関誌の発行は休止している。
2008年2月に、NHKラジオ第1放送の番組『ラジオ名人寄席』で、かつて自分が担当した番組「早起き名人会」などで放送した内容が無断で放送されていることを指摘した結果、番組は終了。その後も川戸はNHKと玉置宏らの対応に不満を持ち、同局側の発表に事実と違う部分があると相談を受けた録音エンジニアの草柳俊一と共に2008年3月31日会見を行い、「玉置宏は落語を食い物にしている」「責任を取って横浜にぎわい座の館長も辞任すべし」と批判した。以後、玉置は関係者の慰留もあり横浜にぎわい座館長を続投したが、表舞台から姿を消した後体調を崩し、2010年に死去した。
川戸と草柳が手がけた本事件に関連する一連の追及の結果として、2009年3月末までに、NHKでこの分野の放送番組がいったん一掃された。
この事件以降、過去の落語・演芸音源を放送する場合は、NHK・民放、テレビ・ラジオを問わず音源の初出を明らかにした上で放送するケースが多くなっている。
2019年3月11日午前11時55分、直腸癌のため東京都杉並区の自宅で死去した。81歳没。
古今亭志ん朝の初高座を生で見た人物の一人。

## 出演番組
- 東西ごてくらべ（1962年、TBSラジオ）[5][6]
- わんぱく選手集まれ!（1963年、TBSラジオ）[5][6]
- 早起き名人会（1980年4月5日～1989年12月31日、TBSラジオ）進行[5][6]
- ラジオ図書館（TBSラジオ） - 番組自体はラジオドラマの番組。ラジオドラマ演出などを担当していた時期もある。落語関連の放送回もあり、「日本の話芸」などでは、自身が進行役で出演していた。（TBS在籍中）
- 源兵衛太助寄席の旅（1993年10月17日～1999年10月3日、東海ラジオ）
- アナザーストーリーズ 運命の分岐点「落語を救った男たち　天才現る！古今亭志ん朝の衝撃」（NHKBSプレミアム、2017年6月13日)[17]

## 著書
- 八代目春風亭柳枝全集 川戸貞吉,桃原弘 弘文出版, 1977.7
- 五代目古今亭志ん生全集 川戸貞吉,桃原弘 弘文出版
  1. 1977.4
  2. 1977.5
  3. 1977.6
  4. 1977.11
  5. 1978.7
  6. 1979.6
  7. 1983.3
  8. 1992.3 - 本巻のみ川戸単独名義
- 現代落語家論 弘文出版
  1. 1978.5
  2. 1978.6
- 新現代落語家論 弘文出版, 1979.12
- 落語雑記帳 弘文出版, 1981.6
- 対談落語芸談 弘文出版
  1. 1984.1
  2. 1985.1
  3. 1993.5
  4. 1993.5
- 五代目小さんの昔ばなし 柳家小さん,川戸貞吉 冬青社, 1988.3
- 落語大百科 冬青社
  1. 2001.1
  2. 2001.7
  3. 2001.12
  4. 2002.7
  5. 2002.12
- 五代目柳家小さん芸談 柳家小さん,川戸貞吉（ 冬青社、2003年11月）
- 初代福助楽屋話（冬青社、2010年7月）
- バンブームック にっかん飛切落語会 名人名演集（1）～（3）（2010年、竹書房）